# Don Cherry
Donald Stewart Cherry (* 5. února 1934, Kingston, Ontario, Kanada) je kanadský hokejový komentátor. Společně s Ronem MacLeanem uváděl mezi lety 1982–2019 přestávkový program Coach's Corner v tradičním hokejovém pořadu Hockey Night in Canada na televizní stanici CBC. Je znám pro své upřímné a přímočaré chování, extravagantní oblékání a pevný patriotismus.
Před svou hlasatelskou kariérou byl hráčem a koučem v NHL. Za tým Boston Bruins odehrál jediný zápas kariéry v NHL a později, v éře Bobbyho Orra tento tým trénoval. Je také dobře znám jako spisovatel, komentátor pro The Fan Radio Station a tvůrce videosérie Rock'em Sock'em Hockey s velkými momenty uplynulé sezony. Byl umístěn sedmý na žebříčku nejlepších Kanaďanů ve speciálním pořadu CBC The Greatest Canadian. V březnu 2010 byl jeho život zfilmován ve filmu CBC Keep Your Head Up Kid: The Don Cherry Story. Scénář k filmu napsal jeho syn Timothy.

## Život

### Mládí a hráčská kariéra
Narodil se v Kingstonu, v kanadské provincii Ontario Delovi a Maude Cherryovým. Jeho dědeček, John T. Cherry byl původním členem Královské kanadské jízdní policie a kapitán lodi na jednom z Velkých jezer. Jeho druhý dědeček, Richard Palamountain, byl anglický sirotek, který díky organizaci Home Children, emigroval do Kanady. Palamountain byl členem Kanadské expediční armády. Cherryův otec, Del, byl amatérský sportovec a pracoval jako elektrikář pro Canadian Steamship Lines. V Coach's Corneru 15. března 2008 měl na sobě Cherry zelenou a zlatou barvu okresu Kerry v Irsku. Tu noc přiznal že je irského původu. Jeho bratr Dick Cherry hrál také hokej na různých úrovních, jednu sezonu odehrál v NHL za Philadelphia Flyers.
Juniorský hokej hrál za týmy Windsor Spitfires a Barrie Flyers v Ontario Hockey Association. V roce 1953 vyhrál s Flyers Memorial Cup pro nejlepší juniorský tým v Kanadě. Poté, co vystudoval střední školu, podepsal smlouvu s Hershey Bears v American Hockey League. V první sezoně s Bears se seznámil s jeho budoucí manželkou Rosemarie Madelyn Martini. Kvůli Donovu stylu hry v nižších ligách se museli za celý život přestěhovat 53× a málokdy si sehnali bydlení dobré úrovně. Při důležitých událostech, jako třeba narození dcery Cindy, byl často pryč. O šest let později se jim narodilo druhé dítě, Tim. Ten ve svých třinácti letech potřeboval transplantaci ledviny a získal ji od své sestry Cindy. Sourozenci nyní bydlí naproti sobě a pouze kousek od domu svého otce. 1. června 1997 manželka Rosemarie zemřela na rakovinu jater a Cherry jako ocenění její vytrvalosti založil Rose Cherry's Home for Kids.
Dlouho hrál v nižších ligách a v roce 1955 odehrál svůj jediný zápas v NHL, když ho Boston Bruins povolali v průběhu play-off. Cherry říká, že vinu na jeho neúspěšné kariéře má baseballové zranění, které utrpěl mezi sezonami v roce 1955. Hráčskou kariéru ukončil v roce 1970. Calder Cup, trofej pro nejlepší celek AHL vyhrál čtyřikrát – v roce 1960 se Springfield Indians, v letech 1965, 1966 a 1968 s Rochester Americans. V roce 1969 vyhrál s Vancouver Canucks Lester Patrick Cup pro vítěze WHL.

## Klubové statistiky
| Sezona        | Klub                       | Soutěž        | Základní část | Základní část | Základní část | Základní část | Základní část | Play off | Play off | Play off | Play off | Play off |
| Sezona        | Klub                       | Soutěž        | Z             | G             | A             | B             | TM            | Z        | G        | A        | B        | TM       |
| ------------- | -------------------------- | ------------- | ------------- | ------------- | ------------- | ------------- | ------------- | -------- | -------- | -------- | -------- | -------- |
| 1951–52       | Windsor Spitfires          | OHA           | 18            | 0             | 3             | 3             | 30            | —        | —        | —        | —        | —        |
| 1951–52       | Barrie Flyers              | OHA           | 18            | 2             | 3             | 5             | 30            | —        | —        | —        | —        | —        |
| 1952–53       | Barrie Flyers              | OHA           | 56            | 5             | 3             | 8             | 66            | 25       | 4        | 3        | 7        | 46       |
| 1953–54       | Barrie Flyers              | OHA           | 55            | 10            | 14            | 24            | 61            | —        | —        | —        | —        | —        |
| 1954–55       | Hershey Bears              | AHL           | 63            | 7             | 13            | 20            | 125           | —        | —        | —        | —        | —        |
| 1954–55       | Boston Bruins              | NHL           | —             | —             | —             | —             | —             | 1        | 0        | 0        | 0        | 0        |
| 1955–56       | Hershey Bears              | AHL           | 58            | 3             | 22            | 25            | 102           | —        | —        | —        | —        | —        |
| 1956–57       | Hershey Bears              | AHL           | 64            | 5             | 20            | 25            | 197           | 7        | 2        | 0        | 2        | 27       |
| 1957–58       | Springfield Indians        | AHL           | 65            | 9             | 17            | 26            | 83            | 13       | 1        | 1        | 2        | 10       |
| 1958–59       | Springfield Indians        | AHL           | 70            | 6             | 22            | 28            | 118           | —        | —        | —        | —        | —        |
| 1959–60       | Trois-Rivières Lions       | EPHL          | 23            | 3             | 4             | 7             | 12            | 7        | 0        | 1        | 1        | 2        |
| 1959–60       | Springfield Indians        | AHL           | 46            | 2             | 11            | 13            | 45            | 1        | 0        | 0        | 0        | 2        |
| 1960–61       | Kitchener-Waterloo Beavers | EPHL          | 70            | 13            | 26            | 39            | 78            | 7        | 0        | 3        | 3        | 23       |
| 1961–62       | Springfield Indians        | AHL           | 11            | 1             | 3             | 4             | 10            | —        | —        | —        | —        | —        |
| 1961–62       | Sudbury Wolves             | EPHL          | 55            | 9             | 20            | 29            | 62            | 5        | 3        | 2        | 5        | 10       |
| 1962–63       | Spokane Comets             | WHL           | 68            | 9             | 13            | 22            | 68            | —        | —        | —        | —        | —        |
| 1963–64       | Rochester Americans        | AHL           | 70            | 5             | 11            | 16            | 106           | 2        | 0        | 0        | 0        | 4        |
| 1964–65       | Rochester Americans        | AHL           | 62            | 4             | 8             | 12            | 56            | 10       | 0        | 1        | 1        | 34       |
| 1965–66       | Tulsa Oilers               | CPHL          | 17            | 1             | 2             | 3             | 28            | —        | —        | —        | —        | —        |
| 1965–66       | Rochester Americans        | AHL           | 56            | 5             | 11            | 16            | 61            | 12       | 2        | 5        | 7        | 14       |
| 1966–67       | Rochester Americans        | AHL           | 72            | 6             | 24            | 30            | 61            | 13       | 1        | 2        | 3        | 16       |
| 1967–68       | Rochester Americans        | AHL           | 68            | 6             | 15            | 21            | 74            | 11       | 1        | 1        | 2        | 2        |
| 1968–69       | Rochester Americans        | AHL           | 43            | 7             | 11            | 18            | 20            | —        | —        | —        | —        | —        |
| 1968–69       | Vancouver Canucks          | WHL           | 33            | 0             | 6             | 6             | 29            | 8        | 2        | 2        | 4        | 6        |
| 1971–72       | Rochester Americans        | AHL           | 19            | 1             | 4             | 5             | 8             | —        | —        | —        | —        | —        |
| Celkem v NHL  | Celkem v NHL               | Celkem v NHL  | –             | —             | —             | —             | —             | 1        | 0        | 0        | 0        | 0        |
| Celkem v AHL  | Celkem v AHL               | Celkem v AHL  | 767           | 67            | 192           | 259           | 1,066         | 69       | 7        | 10       | 17       | 109      |
| Celkem v EPHL | Celkem v EPHL              | Celkem v EPHL | 148           | 25            | 50            | 75            | 152           | 19       | 3        | 6        | 9        | 35       |
| Celkem ve WHL | Celkem ve WHL              | Celkem ve WHL | 101           | 9             | 19            | 28            | 97            | 8        | 2        | 2        | 4        | 6        |

### Trenérská kariéra
Poté, co Cherry ukončil hráčskou kariéru, rok pracoval jako stavebník a prodejce automobilů značky Cadillac. Poté pracoval jako malíř za 2 dolary na hodinu. Uprostřed sezony 1971/72 se stal koučem Rochester Americans v AHL a vyhrál cenu pro Trenéra roku. Po třech letech v Rochesteru byl povýšen a stal se koučem Boston Bruins. Ti zrovna odcházeli z úspěšného období, kdy vyhráli 2 Stanley Cupy. Navíc z týmu odešli dvě superhvězdy, Bobby Orr a Phil Esposito.
Cherry rychle získal reputaci výstředního kouče, který hráče podporoval ve fyzické hře. To pracovalo dobře a Bruins byli i v druhé polovině sedmdesátých let jedním z nejlepších týmů ligy. Třikrát v řadě, v letech 1977 až 1979 vyhráli svou divizi. Dvakrát dokázali v play-off porazit tvrdě hrající Philadelphia Flyers, ve finále Stanley Cupu dvakrát podlehli jejich největším rivalům, Montreal Canadiens. V roce 1976 získal Jack Adams Award pro nejlepšího trenéra NHL. V sezoně 1977/78 získali Bruins nový rekord v počtu hráčů, kteří překonali hranici dvaceti gólů v jedné sezoně, bylo jich jedenáct.
Cherry neměl moc dobré vztahy s tehdejším generálním manažerem Harrym Sindenem, který ho v roce 1979 vyhodil kvůli kritické chybě, která se stala v semifinále proti Canadiens. Bruins ještě dvě minuty před koncem sedmého, rozhodujícího zápasu, vedli o jeden gól. Pak je ale rozhodčí poslal do oslabení, když si všiml, že na ledě je místo pěti, hráčů šest. Guy Lafleur stihl ještě před koncem zápasu vyrovnat a v prodloužení poslal Canaidens do finále, kde porazili New York Rangers a vyhráli čtvrtý Stanley Cup v řadě.
Další sezonu byl tedy trenérem Colorado Rockies. Později se zjistilo, že nevyhází dobře s generálním manažerem Rayem Mironem. Cherry sice dělal pro tým hodně, ale nepodařilo se mu nahradit slabého brankáře Hardyho Astroma. V jednom zápase, když si Rockies připsali prvních deset střel na bránu soupeře, ale neskórovali, dostal Astrom gól hned z první střely soupeře a byl odvolán. Poté, když obránce Mike McEwen ignoroval jeho rozkaz opustit ledovou plochu, Cherry si pro něj sám došel a vyvedl ho na střídačku. Odchod z Colorada proběhl v dobrém, vítězstvím 5:0 nad Pittsburgh Penguins v posledním zápase sezony.
Na Canada Cupu v roce 1976 byl asistentem kouče kanadského národního týmu a na mistrovství světa v roce 1981 byl hlavním koučem kanadské reprezentace.
Dále byl Cherry koučem a spoluvlastníkem týmu Mississauga IceDogs v juniorské Ontario Hockey League. Vzdal se dovozního draftu CHL a tak za jeho tým hráli pouze hráči ze Severní Ameriky. V prvních třech sezónách tým vyhrál dohromady pouze 16 zápasů. Ve čtvrté sezoně se tak Cherry rozhodl, že se stane trenérem. V jediné sezoně, kdy trénoval IceDogs, si tým připsal pouze 11 vítězství a opět se nedostal do play-off. Cherry byl kritizován, protože když se dosadil na místo kouče, najednou se rozhodl využívat služeb evropských hráčů.

### Hlasatelská kariéra
Poté, co se Rockies nekvalifikovali do play-off v roce 1980, se připojil k světoznámému pořadu Hockey Night in Canada na CBC. Nejdříve pracoval jako analytik pro play-off společně s Davem Hodgem. Další sezonu se už stal spolukomentátorem, ale déle než rok tu nevydržel, protože obvykle bylo poznat, že fandí jednomu z týmů, především Toronto Maple Leafs a Boston Bruins. Tak byl vytvořen nový přestávkový program, Coach's Corner (Trenérův koutek), kde spolupracoval právě s Hodgem. V roce 1987 Hodge vystřídal Ron MacLean. V tomto složení Coach's Corner funguje dodnes. Pár let také měl svou vlastní show nazvanou Don Cherry's Grapevine. Ta byla původně vysílána na CHCH-TV v Hamiltonu, později byla ale přesunuta na celonárodní TSN. V sezoně 1987/88 uváděl další show, Don Cherry's This Week In Hockey, kde promítal nejdůležitější okamžiky posledního týdne v NHL. Na konci pořadu vždy vyhlásil Úder týdne a vítězovi předal akumulátorovou vrtačku od společnosti Black and Decker.
Mezi jeho nejvýznamnější názory patří to, že střela nesmí být blokována hokejkou, protože pak je často tečována na bránu, nemá rád pravidlo o doteku při zakázaném uvolnění, které ukončilo kariéru Patu Peakovi, nesouhlasí s příliš citlivým posuzováním nedovolené hry v brankovišti a také se mu nelíbí pravidlo o zdržování hry, když hráč vyhodí puk z defenzivní zóny do hlediště.
Také vychvaluje opravdovou statečnost, například v play-off v roce 1999 když obránce St. Louis Blues, Al MacInnis trefil svou kostilámající střelou do obličeje jednoho z křídelníků Phoenix Coyotes.
Ke konci sezony obvykle mluví o mladících, kteří se připravují na draft. Říká, že pokud hráč nemá zaručeno, že bude draftován v prvním či druhém kole draftu, neměl by se dostavit. Prý protože by to způsobilo velké zklamání.
V roce 2004 nebylo jisté, jestli bude pokračovat ve službách CBC, nakonec ale podepsal novou smlouvu.
Od roku 1989 Cherry vydává vlastní videosérii s názvem Rock'em Sock'em Hockey, kde jsou nejvýznamnější momenty uplynulé sezony a samozřejmě jeho komentáře.
Pro finále Stanley Cupu v roce 2007 se dohodl s americkou NBC, že bude vystupovat při druhé přestávce. Vystupoval tedy spolu s Billem Clementem a Brettem Hullem. To nezpůsobilo konflikt s jeho hlavní prací na CBC, kde vystupoval v Coach's Corneru v první přestávce.
V květnu 2008 ESPN oznámila, že bude komentovat společně s Barrym Melrosem po zbytek play-off a že výdělek věnuje na charitu.

### Kontroverze
Jako hlasatel, Cherry řekl mnoho urážlivých výroků jak o hokeji, tak o politice. V roce 1989 nazval finského asistenta kouče Winnipeg Jets Alpo Suhonena "jídlem pro psy", což začalo soudní proces ze strany vlastníka Jets Barryho Shenkarowa. V lednu 2004 řekl v Coach's Corneru, že "většina hráčů, kteří používají ochranný štítek na helmě, jsou Evropani nebo frankofonní Kanaďané", aby ukázal, že hráči používající štítek mají menší respekt k bezpečí ostatních. To vyvolalo různá vyšetřování a také protesty ze strany frankofonních Kanaďanů. Později studie NHL zjistila, že hráči se štítky způsobují méně zlomenin.
V roce 2003, Cherry v Coach's Corneru podporoval invazi do Iráku. 22. března 2003 se v Coach's Corneru strhla debata o této invazi. Cherry pak kritizoval montrealské fanoušky, za to, že bučeli při americké hymně. Konverzace se pak změnila ve válku, když Ron MacLean řekl, že "každý chce vědět, co si myslíš". Cherry mu vynadal, za to, že je v otázce invaze neutrální, pak vynadal kanadské vládě, že Američany ve válce nepodporuje. Cherry se následující týden objevil na jednom americkém rádiu, kde řekl, že "si musíte uvědomit, že CBC je vládní organizace a že kanadská vláda je proti invazi, a že se bál, že to mohl být konec jeho kariéry."
7. listopadu 2006 se objevil v Kanadské dolní sněmovně vyslovil podporu předsedovi Stephenu Harperovi, kterého dříve nazval hulvátem, protože podporuje armádu.

### Soutěž Největší Kanaďan
V říjnu 2004, v pořadu CBC The Greatest Canadian (Největší Kanaďan), byla vyhlášena desítka největších Kanaďanů podle diváků. Umístil se na sedmém místě, přitom nejspíš nejlepší hokejista historie, Wayne Gretzky, byl až desátý. On sám pak říkal, že hlasoval pro jiného člověka z Kingstonu, Sira Johna A. Macdonalda. Je jediným žijícím členem největší desítky, který ještě nebyl odměněn Řádem Kanady.

### Herecká kariéra
Občas také vystupoval jako herec. V seriálu Power Play (Přesilová hra) hrál Jaka Nelsona. Nelson byl koučem Philadelphia Flyers proti týmu Hamilton Steelheads v play-off první sezony seriálu. Dále byl hokejovým trenérem v seriálu Goosebumps. Také namluvil hlasatele v animovaném filmu The Wild. Zahrál si i ve videoklipu kingstonské rockové kapely The Tragically Hip.

### Byznys a charita
V roce 1985, první z řetězce sportbarů nesoucí jeho jméno, byl otevřen v Hamiltonu. Jeho jméno nese přesto, že na něm nevlastní sebemenší podíl. Řetězec se jmenuje "Don Cherry's Sports Grill" a má své restaurace v provinciích Ontario, Nové Skotsko, Nový Brunšvik, Newfoundland a Labrador, Britská Kolumbie a Alberta.
Často pracuje pro charitu, většinou se jedná o uvedení darování orgánů do povědomí veřejnosti.
V roce 1997 mu zemřela manželka Rose na rakovinu. Poté založil Rose Cherry's Home for Kids, který nyní funguje pod názvem The Darling Home for Kids. Leží v Miltonu. Hershey Centre, domov Mississauga St. Michael's Majors, juniorského týmu v Ontario Hockey League leží na Rose Cherry Place, ulici pojmenované právě po Cherryho manželce.
V posledních letech je jednou z nejvýznamnějších osobností podporujících lék Cold FX. Za každou láhev prodanou v prvním roce jejich spolupráce, byl jeden dolar věnován Rose Cherry's Home of Kids.
Natáčel video i audio reklamu pro obchod s rychlým občerstvením Quiznos, kde se objevil s jiným sportovním hlasatelem Jodym Vancem. Nyní propůjčil svou tvář kanadské kampani výrobce baterií Rayovac.
21. října 2009, tým Ontario Hockey League, Kingston Frontenacs, uspořádal akci "Military Night" na počest Dona Cherryho. Dresy byly vyrobeny tak, aby se podobaly jednomu z nejslavnějších obleků pana Cherryho a poté byly vydraženy a peníze byly věnovány na charitu.

### Další vyznamenání
V roce 1993 půjčil svůj hlas charitativnímu songu "Rock'em Sock'em Techno" od techno skupiny BKS. 14. listopadu 2005 získal čestné členství v Ontarijské policejní asociaci. Dlouhodobě podporuje policii a říká, že je to ta nejlepší věc, kterou kdy měl. V roce 2007 se stal členem Kanadské královské legie za výjimečnou podporu kanadských legií. V únoru 2008 jej vyznamenala kanadská armáda za podporu vojáků a za oceňování zemřelých vojáků v Coach's Corner, části pořadu Hockey Night in Canada.